# 美国在华间谍活动

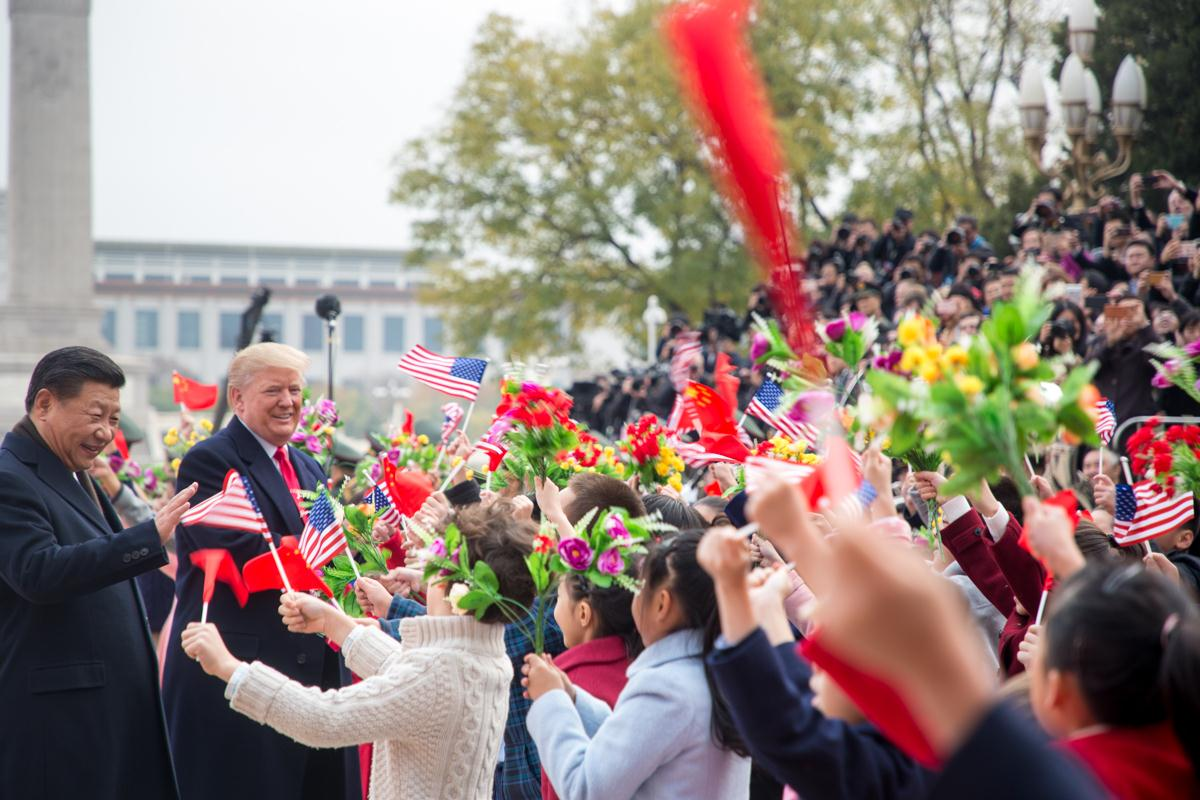
习近平和特朗普会晤照片，在习近平就任中共中央总书记后，美国的间谍活动愈演愈烈。

据报道，美国联邦政府在中华人民共和国和中华民国都经营着间谍和情报活动，其主要执行结构为中央情报局。 

## 在中华民国的活动
中华民国总统蒋介石曾经怀疑美国密谋颠覆其政权。 1950-1965年，蒋介石委任蒋经国被任命为总统府机要室资料组主任，统领情报机构。蒋还把一些美国人的朋友视为他的敌人。 1953年，台湾省省主席吴国桢因与蒋家人产生分歧，逃往美国。 在苏联接受教育的蒋经国，不顾在美国弗吉尼亚军事学院接受教育的孙立人的反对，对中华民国国军、社会监控、国民党活动进行苏式改组。 
1955年8月，蒋家怀疑孙立人将军与中情局策划对蒋家和国民党政变，因此精心策划逮捕孙立人将军，据称中央情报局希望帮助孙控制台湾并宣布其独立。

## 在中华人民共和国的活动

### 20世纪

#### 1951年
为了在朝鲜战争中开辟第二条战线，中央情报局官员策划了第二方案。中央情报局情报人员担心毛泽东会参与战争，并认为中国大陆还有大量效忠中华民国政府的游击队可以合作，并希望以马步芳为首的回民骑兵会愿意在中国西部发动叛乱。然而事与愿违，这两项计划都被认为不切实际。此后美国希望中国大陆能够存在第三股力量，并决心投入资源扶植第三股势力。为了抵制北京对朝鲜战争的干涉，中央情报局投资超过1亿美元购买武器以支持他们所期望的第三势力游击队，即自由中国抵抗运动。然而中情局的线人几乎无法在中国大陆寻找到任何反对毛泽东政权并愿意参与这项计划的人，唯一愿意参与这项计划的是滞留冲绳的一群难民，但事后证明他们其实更关心达成自己的目的而不是真心愿意协助中情局。
最终，中央情报局解密了其记录并承认了自由中国抵抗运动的失败。 文件详列了失败的策反，并附相关研究。根据文件，中央情报局开始向中国派遣小型游击队，第一支第三势力游击队部署于1952年4月，然而游击队的四名成员就此了无音讯。第二支游击队由五名华裔特工组成，于1952年7月中旬部署于吉林，小队最终报告了与当地反叛领导人的接触，然而在中央情报局不知情的情况下队员全部落入了中共设下的陷阱。中央情报局最终派出一个救援队，但其飞机被击落，其被分配执行任务的主要特工约翰·T·唐尼、理查德·乔治·费克图被捕。两人随后被判入狱，北京后来吹大肆宣传中情局的叛乱失败。至此，中央情报局已经向中国投放了212名特工，101人被杀，111人被捕。 迈克尔·D·科 (Michael D. Coe) 曾被中央情报局招募并在自由中国运动期间在该机构内工作，他表示中央情报局“已经被国民党卖了一箩筐——国民党称中国国内有着巨大的抵抗势力——我们简直对牛弹琴，整个行动都是浪费时间”。 

#### 1959年
中央情报局向藏区“四水六岗卫教志愿军”提供了包括武器和弹药在内的物资援助，并在赫尔营对四水六岗和其他西藏游击队的成员进行了培训。西藏游击队在接受中情局培训后，开始尼泊尔上木斯塘开展活动。中情局在中国境内空投了一个小分队，但他们的任务没有取得多大成功。 

#### 1989年
中央情报局（连同英国军情六处）协助了黄雀行动，在天安门广场抗议失败后将异见人士运出中国。该计划一直持续到1997年。 

### 21世纪

#### 2010年
根据《纽约时报》的一项调查，2010-2012年，中国政府至少处死或监禁18-20名中情局特工；外交政策中的一篇文章引用了更高的数字，认为受处决线人至少有30人。  为调查情报活动失败的原因，中央情报局和联邦调查局展开联合反情报行动 ，行动认为关于间谍网络被拆除的原因可能有三种情形：1. 中情局有内奸，2. 特工“技能粗糙”，3.中国情报人员侵入了中央情报局用来与其外国消息来源沟通的秘密系统。
另据报道，关于起因的争论仍在发酵，《外交政策》援引的一位前美国情报官员表示，调查人员得出结论，这是由“事件的汇合和组合”引起的。2018 年1月，一名名叫Jerry Chun Shing Lee的前中央情报局官员因涉嫌协助破坏情报网而被捕并最终认罪  ，而外交政策文章称，尽管内奸被捕，但未能阻止中国情报机构渗透中央情报局通讯系统。

#### 2018年
据亚洲时报报道，中国船舶重工集团总经理孙波因腐败和向中央情报局提供机密信息而受到调查，其中包括辽宁号航母的技术规格，孙波后被判处有期徒刑十二年。 

#### 2020年
一项调查报告称，中情局此前已深深打入中共內部，中情局的情报人员和线人甚至可以通过贿赂来提升职阶，并最终试图控制中共中央。2010年以后中共发觉了自身受到渗透，中国政府系统地破解了美国在该国的间谍活动。  2020年12月发表在《外交政策》上的一篇文章表明，中共内部数十年的腐败给了国外情报机构，尤其是中央情报局，大量可乘之机。中共以反腐败之名义的清洗行动至少部分是出于反间谍考量。 

#### 2025年
2025年，中央情报局局长约翰·拉特克利夫表示，必须以“紧迫感、创造力和毅力”应对中国威胁。5月1日，中情局在网上发布两段中文视频，呼吁中国官员投靠中情局并向美国透露中国的机密情报。视频还列出了联系中情局的方式，并保证告密者的安全。中华人民共和国外交部发言人林剑强烈谴责此举，表示这是对中国国家利益的严重侵犯，中方将坚决打击此种渗透破坏行动。

## 延伸阅读
- ROGER B. JEANS (2018) The CIA and Third Force Movements in China during the Early Cold War （页面存档备份，存于）, Rowman & Littlefield, ISBN 978-149-8570-05-3.